# Walkerana
A Walkerana a kétéltűek (Amphibia) osztályába, a békák (Anura) rendjébe és a Ranixalidae családba tartozó nem. A nembe tartozó fajok India Kerala és Tamilnádu államában, a Nyugati-Ghátok hegyvonulatának endemikus élőlényei. A nemet 2016-ban hozták létre az Indirana család három faja számára, melyek genetikailag és morfológiailag különböztek a tágan meghatározott család többi tagjától. Egy új faj, a Walkera muduga 2020-as felfedezéséig a nem csak a Nyugati-ghátok legdélebbre eső szakaszán volt ismert.

## Nevének eredete
A nem az indiai Zoo Outreach Organization természetvédelmi szakemberének, Sally Walkernek a tiszteletére kapta a nevét. A nemet később Sallywalkerana névre nevezték át, mivel a név a Walkerana (Otte and Perez-Gelabert, 2009) rovarnem homonimája, ám ez utóbbi nomen nudumnak bizonyult, ezért az átnevezés felesleges.

## Jellemzőik
A Walkerana a Ranixalidae családon belül a többiektől genetikailag távol álló klád. Testvér taxonjától az Indiranától a rendkívül csökevényes úszóhártyáiban különbözik: a hátsó lábának első és második ujján egy ujjpercen teljesen hiányzik az úszóhártya (az Indirana esetében egyáltalán nincs), a negyedik ujján pedig három ujjpercéről hiányzik (az Indirana esetében 2–2½). Emellett a Walkerana hátsó lábának első ujja rövidebb a másodiknál, míg az Indirana esetében  (az Indirana leithii kivételével) az ujjak egyenlő hosszúságúak, vagy az első ujj hosszabb a másodiknál.

## Rendszerezésük
A nembe az alábbi fajok tartoznak:
- Walkerana diplosticta (Günther, 1876)
- Walkerana leptodactyla (Boulenger, 1882)
- Walkerana muduga Dinesh, Vijayakumar, Ramesh, Jayarajan, Chandramouli, & Shanker, 2020
- Walkerana phrynoderma (Boulenger, 1882)